# تاسمانی
تاسمانی نام جزیره و ایالتی در جنوب شرق استرالیا است.
تاسمانی در ۲۰۰ کیلومتری جنوب شرقی قارهٔ اقیانوسیه جای گرفته‌است و تنگهٔ باس این دو خشکسار را از هم جدا می‌کند.
مرکز آن شهر هوبارت است.

## جمعیت
شمار مردمانش ۵۰۹٬۹۶۵ نفر و گستره‌اش ۶۸٫۳۳۲ کیلومتر مربع (۲۶٫۳۸۳ مایل مساحت) می‌باشد.

## تاریخ
طی بخش عمده‌ای از صد هزار سال گذشته تاسمانی به خاک اصلی استرالیا چسبیده بود، به همین خاطر احتمالاً پس از رسیدن انسان‌ها به استرالیا دیری نگذشته‌است که آدمیان به تاسمانی نیز رسیده‌اند. در پی بالا رفتن سطح دریاها، تاسمانی حدود ۱۰ هزار سال پیش از خاک اصلی جدا شده‌است. نخستین ساکنان بومی استرالیا در حدود ۶۰ هزار سال پیش به استرالیا رسیدند. بومیان تاسمانی بزرگ جثه بودند و از نظر ظاهری به سیاه‌پوستان آفریقا می‌ماندند. قد مردان بین ۱٬۶۳ تا ۱٬۷۰ متر بود و گاه تا دو متر نیز می‌رسید. باستانی‌ترین نقاط باستان‌شناختی تاسمانی عبارتند از غار وارین (Warreen) با ۳۴٫۷۹۰ قدمت و غار پارمرپار میتانیر (Parmerpar Meethaneer) که بین ۴۴٫۲۰۰ و ۳۴ هزار سال دیرینگی دارد.
با ورود اروپائیان به این سرزمین، جنگی طولانی و خونین میان آن‌ها درگرفت و همگی نابود شدند. مهاجران اروپائی نه تنها با ساکنان بومی منطقه با زبان داغ اسلحه سخن گفتند، بلکه میان آن‌ها بیماری‌هایی شیوع دادند تا به‌طور کامل ۲۰۰ بومی باقیمانده در منطقه را نیز نابود نمایند.

## طبیعت
تاسمانی را ایالت طبیعی (Natural State) و جزیره بازیابی جوانی (Island of Rejuvenation) می‌خوانند که به محیط طبیعی فراوان و تقریباً دست‌نخورده‌اش بازمی‌گردد.
۴۰٪ از زمین‌های تاسمانی رسماً حفاظت‌شده، پارک ملی و میراث جهانی است.

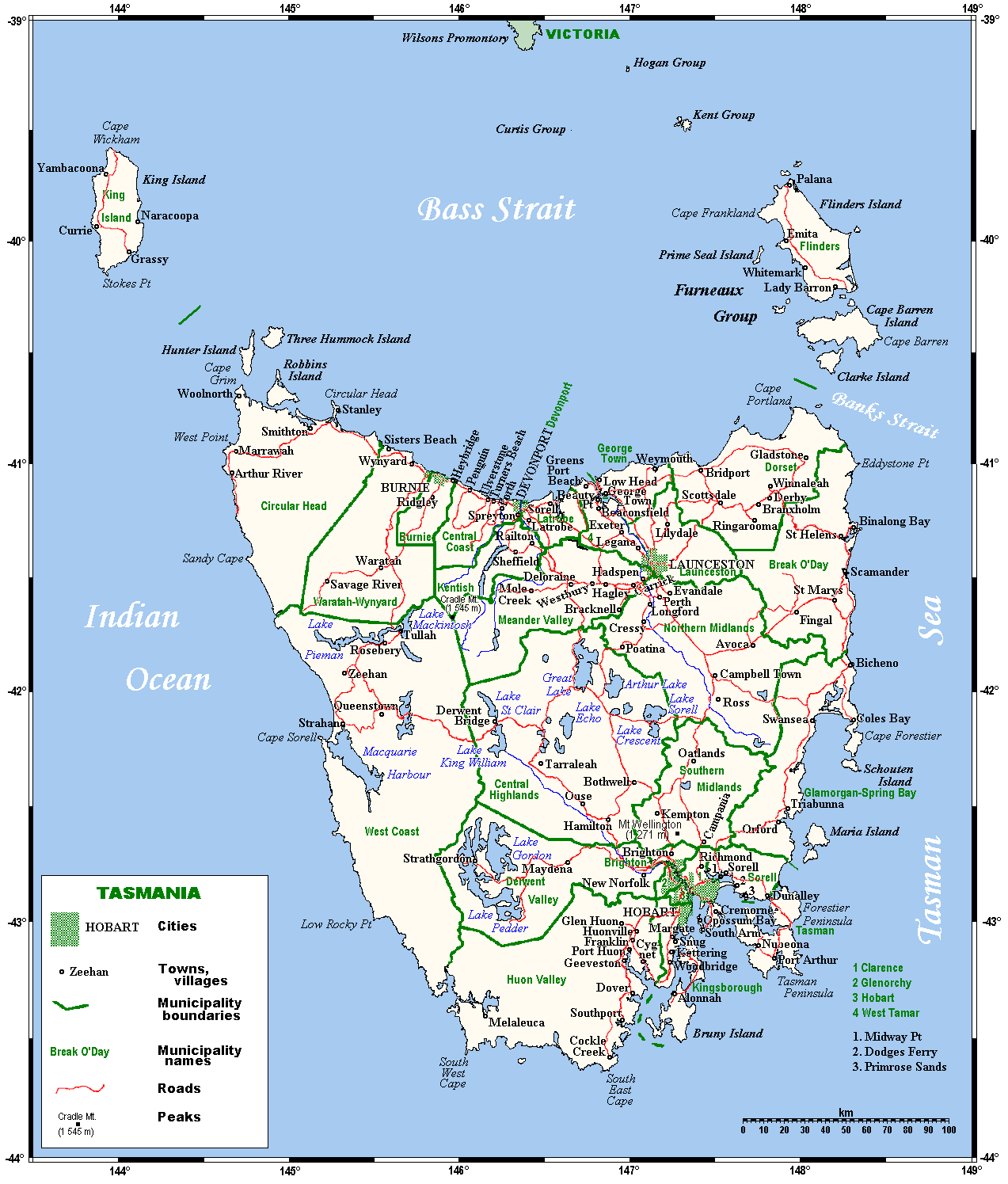
نقشه تاسمانیا

## نگارخانه

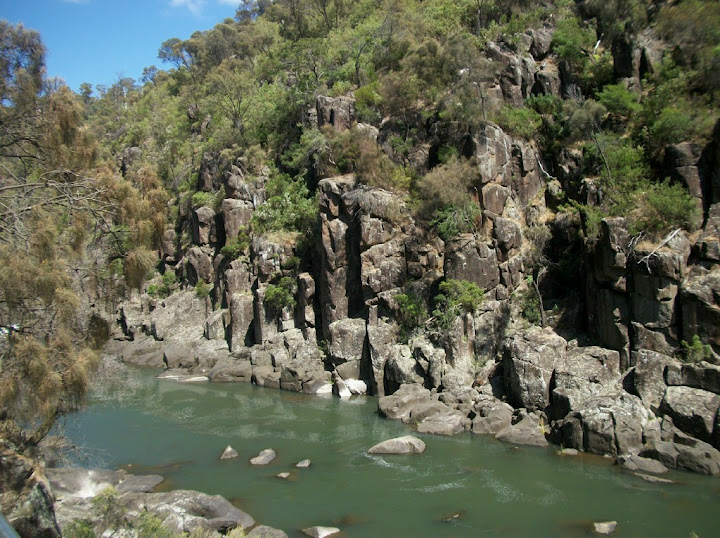
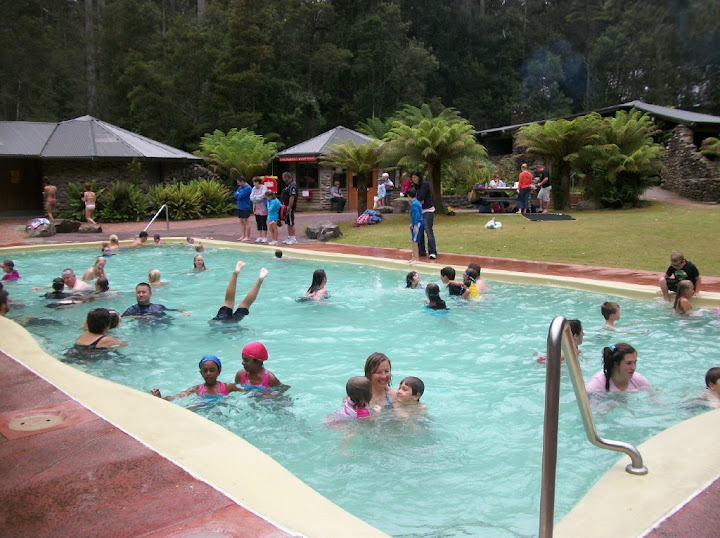
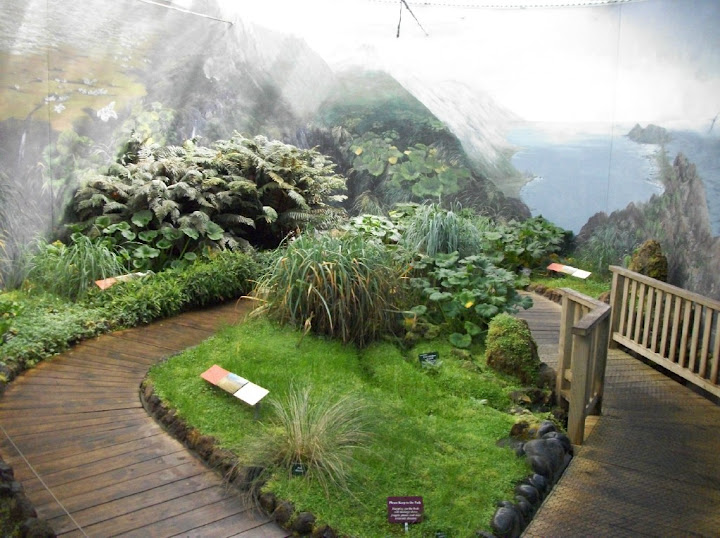